# Incredible String Band
Incredible String Band var en britisk musikgruppe der blev dannet i 1965 i Skotland og som spillede psykedelisk folkemusik. 
Bandet opløstes i 1974, men blev genforenet i 1999, men opløstes igen i 2006.

## Medlemmer
I alt er der 14 medlemmer som har spillet i Incredible String Band:
- Robin Williamson
- Mike Heron
- Clive Palmer
- Christina "Licorice" McKechnie
- Rose Simpson
- Malcolm Le Maistre
- Gerard Dott
- Stan Schnier
- Jack Ingram
- Graham Forbes
- John Gilston
- Bina Williamson
- Lawson Dando
- Claire "Fluff" Smith

Robin Williamson, Mike Heron og Clive Palmer var trioen som startede bandet.
Licorice McKechnie og Rose Simpson var kærrester til Robin Williamson og Mike Heron.
Basisten pantomimisten Malcolm LeMaistre kom med i bandet 1971 og spillede på pladen U.

## Genforening
Ved genforeningen af The Incredible String Band i 1999 var det udover den oprindelige trio som startede bandet for 34 år siden, Robin Williamsons kone Bina og Lawson Dando.
To år senere havde parret Williamson forladt bandet og tilbage blev Heron, Palmer og Lawson, som fortsatte sammen med Claire "Fluff" Smith. Deres sidste optræden var ved Moseley Folk Festival i Birmingham i september 2006.

### Barbican, 2009
I 2009 har Heron og Palmer annonceret en koncert med titlen "Very Cellular Songs: The Music of the Incredible String Band"  på Barbican Arts Centre i London, featuring Richard Thompson, Danny Thompson, Alasdair Roberts, Trembling Bells, Dr Strangely Strange og flere.

## Diskografi

### Vigtigste album
- The Incredible String Band – 1966
- The 5000 Spirits or the Layers of the Onion – 1967
- The Hangman's Beautiful Daughter – 1968
- Wee Tam – 1968
- Changing Horses – 1969
- The Big Huge – 1969
- Be Glad for the Song Has No Ending – 1970 live
- I Looked Up – 1970
- U – 1970
- Liquid Acrobat as Regards the Air – 1971
- Earthspan – 1972
- No Ruinous Feud – 1973
- Hard Rope & Silken Twine – 1974
- BBC Radio 1 Live in Concert – 1992
- First Girl I Loved – 1998 (live)
- Bloomsbury 2000 – 2001 (live)
- Nebulous Nearnesses – 2004

### Opsamlingsalbum
- Wee Tam/Big Huge (1968)
- Relics of the Incredible String Band (1970)
- Seasons They Change (1976)
- On Air (1994)
- The Hannibal Sampler (1994)
- The Chelsea Sessions 1967 (1997)
- Here Till There Is There: An Introduction to the Incredible String Band (2001)
- Changing Horses/I Looked Up (2002)
- The 5000 Spirits or the Layers of the Onion/The Hangman's Beautiful Daughter (2002)
- Heritage (2003)
- Earthspan/No Ruinous Feud (2004)
- Incredible String Band/5000 Spirits or the Layers of the Onion (2004)

## Dvd/Videor
- Be Glad for the Song Has No Ending [DVD/Video] (2001)